# 博胡廷
49°40′10″N 24°56′43″E / 49.66944°N 24.94528°E
博胡廷（羅馬化：Bohutyn）是烏克蘭西部的村莊，隸屬利維夫州的佐洛奇夫區。該村處於馬赫尼夫卡河畔，始建於1538年，面積1.47平方公里，海拔高度332米，2021年人口251。